# シバサキ模型
シバサキ模型（シバサキもけい）は、かつて日本に存在した鉄道模型販売店である。

## 概要
東京都調布市柴崎1-14に所在したNゲージ鉄道模型の小売店かつメーカー、店主は「鉄道模型趣味」に作品を掲載されるモデラーであった。
店名は所在地の町名（京王電鉄京王線柴崎駅付近）に由来する。
1970年代に「ホビーショップ・シバサキ模型」と称しNゲージ鉄道模型の小売を行う傍ら、自社製品として真鍮板をエッチング加工した改造用パーツ「門鉄デフ」、「省電ドア」を発売。
1984年に関水金属製キハ20をキハ10へと改造する真鍮エッチング板によるキットを製品化、発売。
以来、同様の改造キットや車体キットのほか、1987年にグリーンマックス製動力ユニットを小型車両用に改造するフレーム、さらにそれを利用する私鉄電機のボディキットを発売し、日本のNゲージ鉄道模型における真鍮エッチングによる金属キットの普及に大きな役割を果たした。
1994年に閉店、約16年間の営業であった。その後、製品の幾つかはキングスホビーが引き継いだ一方、キングスホビー製品の設計を行うこともあった。
なお、そのキングスホビーも2013年12月をもって閉店。キングスホビー製品についてはアルモデルが販売を引き継いでいる。

## 主な製品
- 門鉄デフ
- 省電ドア
- キハ10（側板と台車枠の一部。関水金属製キハ20を利用。）
- キハ17（同上）
- キハ22（同上）
- キハ20 一次型（同上）
- EF60・EF61（側板とヘッドライトは関水金属製EF65を利用。）
- EF18・EF58旧車体用デッキ（関水金属またはトミー製EF15EF15ボディーと同 EF58動力ユニットを利用。）
- EF53・先台車
- モハシ150（側板。関水金属製モハ180、および同サシ181のパーツを適宜利用。）
- クモハ12（グリーンマックス製クモハ11屋根を利用。）
- クモハ40（屋根は自作またはグリーンマックス製を利用。）
- 101系正面パーツ（関水金属製103系を利用。）
- クモハ123（側板。関水金属製クモニ143を利用。）
- 動力ユニットフレーム（グリーンマックス製動力ユニットを利用。）
- ED11・西武E61（上記動力ユニットフレームを利用。）
- 名鉄デキ400（同上）
- 小田急デキ1010（同上）
- 東武ED4001（同上）
- 上田交通モハ5250（同上）
- セム4000タイプ・セムフ（前者はPecoの貨車用下回りを利用し、後者は下回りが付属していた。）
- L型ディーゼル機関車（別府鉄道DB201タイプ・KATOのポケットラインの動力装置を利用。）
- 自転車